# Північний Барандузчай
Північний Барандузчай, Барандузчай-є-Шомалі (перс. دهستان باراندوزچای شمالی) — дехестан в Ірані, у Центральному бахші шахрестану Урмія провінції Західний Азербайджан. До складу дехестану входять 13 сіл.

## Села
Борханлу, Вандаї, Гуг-Тапе, Дізадж-е-Так'є, Караларе-Кух, Карах-Акадж, Котлу, Куршалу, Саатлу, Саралан, Сарі-Бейґлуй-є-Мааїн, Факіх-Бейглу, Шамс-е-Хаджеян.